# Oecetis ancala
Oecetis ancala là một loài Trichoptera trong họ Leptoceridae. Chúng phân bố ở miền Australasia.